# Šachové listy
Šachové listy byl český odborný šachový časopis vycházející v letech 1900 až 1902 jako nástupce Českých listů šachových. Vycházel jednou měsíčně a vydával jej Josef Vladimír Štefanydes. Roku 1906 pak na tento časopisy navázal Časopis českých šachistů, který pod názvem Československý šach vychází dodnes.